# Izabela Piekarska
Pour les articles homonymes, voir Piekarska.
Izabela Piekarska, née le 8 juin 1985 à Varsovie (Pologne), est une joueuse polonaise de basket-ball.

## Biographie
Pour son année freshman à UTEP, elle joue 28 rencontres (dont quatre commencées)  pour des moyennes de 8,0 points et 4,1 rebonds par rencontre. Ses 38 contres sont le meilleur total d'une rookie de l'université. Elle s'impose en sophomore en débutant 19 rencontres sur 29 pour devenir meilleure rebondeuse (6,4 prises par rencontre) et contreuse (2,4), tout en inscrivant 11.4 points par match. Elle est légèrement en retrait en junior avec 10,0  points et 4,9 rebonds (22 fois sur 30 dans le cinq de départ).
Elle est draftée au 3e tour de la draft 2008 (40e choix) par les Monarchs de Sacramento. Elle débute en professionnel en Israël à Bnot Hasharon puis finit la saison 2009 en Turquie à Ceyhan Belediye. À l'été 2009, elle rejoint pour deux saisons le championnat polonais avec Gorzów et dispute l'Euroligue. Puis elle retrouve la Turquie à TED Kolejliler et dispute l'Eurocoupe. En 2012, elle commence la saison en Israël à Elitzur Ramla, mais le club se retire des compétitions après quelques semaines en raison de difficultés financières.
Ce n'est qu'en fin de saison, en mars 2013, qu'elle signe pour un nouveau club, en France, à Saint-Amand comme pigiste d'Amanda Jackson.
De retour à Gorzow pour la saison 2013-2014, elle y inscrit en moyenne 9,9 points et 7,0 rebonds et y resigne pour une saison supplémentaire.

## En équipe nationale
Elle débute en équipe nationale pour le championnat d'Europe 2009.

## Clubs
| Saisons   | Équipe                              | Pays       |
| 2004-2008 | Miners d'UTEP                       | États-Unis |
| 2008-2009 | Bnot Hasharon                       | Israël     |
| 2008-2009 | Ceyhan Belediye                     | Turquie    |
| 2009-2011 | AZS PWSZ Sowood Gorzów Wielkopolski | Pologne    |
| 2008-2009 | TED Kolejliler                      | Turquie    |
| 2012-2013 | Elitzur Ramla                       | Israël     |
| 2012-2013 | Saint-Amand Hainaut Basket          | France     |
| 2013-     | AZS PWSZ Sowood Gorzów Wielkopolski | Pologne    |